# Tesla Energy
Tesla Energy est la filiale d'énergie durable Tesla, Inc., dont le siège est à Fremont, en Californie, qui développe, construit, installe et vend des systèmes de production d'énergie solaire photovoltaïque, des produits de stockage d'énergie par batterie, ainsi que d'autres produits et services connexes aux secteurs résidentiel, commercial et industriel. La société a été fondée sous le nom de SolarCity à Foster City, en Californie, le 4 juillet 2006, par Peter et Lyndon Rive, les cousins du PDG de Tesla, Elon Musk. Tesla a acquis SolarCity en 2016, pour un coût d'environ 2,6 milliards de dollars, et l'a fusionné avec la division de produits de stockage d'énergie par batterie existante de la société pour créer Tesla Energy.
Les produits actuels de production d'énergie de la société comprennent des panneaux solaires (construits par d'autres sociétés pour Tesla), le toit solaire Tesla (un système de bardeaux solaires) et l'onduleur solaire Tesla. La société construit également le Powerwall, un dispositif de stockage d'énergie domestique, et le Powerpack et le Megapack, des systèmes de stockage d'énergie à grande échelle.
En 2020, l'entreprise a déployé des systèmes d'énergie solaire capables de générer 205 mégawatts (classé troisième dans les installations solaires résidentielles aux États-Unis) et déployé 3 gigawattheures de produits de stockage d'énergie par batterie.

## Histoire

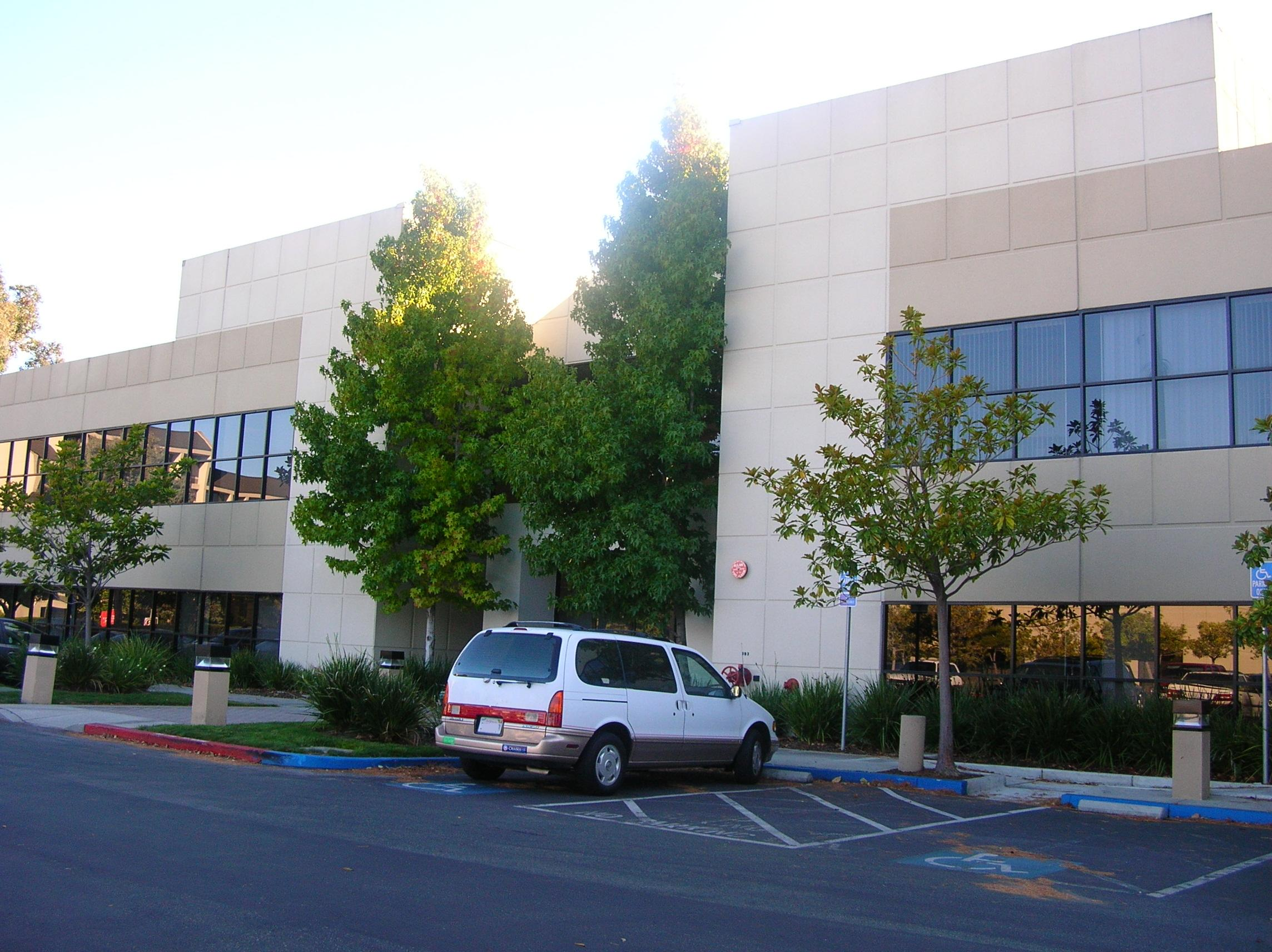
Siège social original de SolarCity à Foster City, Californie

### Tesla achète SolarCity
Tesla Energy trouve ses racines à SolarCity, une société qui a été fondée le 4 juillet 2006 par les frères Peter et Lyndon Rive, sur la base d'une suggestion de concept d'entreprise solaire par leur cousin, le PDG de Tesla, Elon Musk, qui est devenu le président de SolarCity. En 2016, l'entreprise avait installé des systèmes d'énergie solaire pour plus de 325 000 clients et était l'une des plus grandes entreprises d'installation solaire aux États-Unis.
En 2014, Musk s'est engagé à construire une installation de production avancée SolarCity qui s'appellera Giga New York à Buffalo, New York, soit le triple de la taille de la plus grande centrale solaire des États-Unis.
Le 1er août 2016, Tesla a annoncé qu'elle ferait l'acquisition de la société dans le cadre d'une acquisition entièrement en actions de 2,6 milliards de dollars. La mission de Tesla depuis sa création a été « d'accélérer la transition du monde vers l'énergie durable ». Dans le cadre du Master Plan d'Elon Musk, Tesla a cherché à accélérer le passage d'une économie d'hydrocarbures miniers et brûlés à une économie électrique solaire. L'annonce citait (comme avantages de l'acquisition) des synergies opérationnelles et de coûts, ainsi que des produits intégrés. L'annonce de l'accord a entraîné une baisse de plus de 10% du cours de l'action de Tesla.
La proposition d'acquisition a été approuvée par les régulateurs antitrust,. Plus de 85 % des actionnaires non affiliés de Tesla et SolarCity ont voté en faveur de l'acquisition le 17 novembre 2016,, permettant à la transaction de se conclure le 21 novembre 2016.
Certains investisseurs ont critiqué l'accord, le qualifiant d'« effort malavisé pour sauver deux entreprises qui dépendent des investisseurs et du gouvernement pour gérer leurs liquidités ». Au moment de l'acquisition, SolarCity fait face à des problèmes de liquidité, cependant, les actionnaires de Tesla n'ont pas été informés. Par conséquent, plusieurs groupes d'actionnaires ont intenté une action en justice contre de Musk et les administrateurs de Tesla, affirmant que l'achat de SolarCity avait été effectué uniquement au profit de Musk et s'était fait aux dépens de Tesla et de ses actionnaires,.

### Déploiement de produits
Peu de temps après l'annonce de l'acquisition, Tesla a annoncé qu'il construirait une nouvelle version de son dispositif de stockage d'énergie par batterie Powerwall et a présenté le toit solaire Tesla, un produit de bardeau solaire. Elon Musk a présenté les produits en utilisant les maisons de Colonial Street situées sur le backlot d'Universal Studios. La présentation visait à obtenir le soutien des investisseurs pour l'acquisition. Il a été rapporté plus tard que ces tuiles de toit ne fonctionnaient pas « pleinement »,. Les membres du groupe anti-Tesla TSLAQ ont cité la révélation de la tuile solaire de Musk comme un point de discorde majeur et une impulsion pour l'organisation.
Le produit devait être fabriqué dans l'usine Giga New York, qui a ouvert ses portes fin août 2017 et serait exploitée en coentreprise avec Panasonic. L'usine n'a pas pu commencer à produire le produit en volume avant mars 2020 et Panasonic a quitté la coentreprise au début de 2020, avant de quitter entièrement l'activité solaire en janvier 2021,.
À la mi-2017, plusieurs des anciens dirigeants de SolarCity ont quitté l'entreprise. Le directeur des politiques John Wellinghoff est parti en avril 2017, le cofondateur Lyndon Rive est parti en juin 2017, suivi par son frère Peter peu de temps après.

### Changement de modèle d'entreprise
La société a considérablement modifié son modèle commercial par rapport à SolarCity, Tesla affirmant qu'elle se concentrait sur des projets avec de meilleures marges.
SolarCity s'est fortement concentré sur la vente en porte-à-porte de systèmes loués, où les clients ne paieraient aucun coût initial, mais acceptaient d'acheter l'énergie produite par ces panneaux à l'entreprise pendant 20 ans. Le modèle commercial est devenu le plus populaire aux États-Unis et a fait de l'entreprise le plus grand installateur solaire résidentiel, mais a donné à SolarCity plus de 1,5 milliard de dollars de dette d'ici 2016 et a été critiqué par les défenseurs des consommateurs et les régulateurs gouvernementaux,.
Le modèle commercial de Tesla Energy est basé sur le fait de faire de leurs systèmes «le solaire le moins cher des États-Unis». À partir de 2021, l'entreprise vend des systèmes à 2 $ le watt pour les panneaux solaires avant les crédits d'impôt fédéraux. Tesla affirme que le modèle commercial a été rendu possible par une décision d'éliminer les ventes à domicile, la publicité et l'utilisation de moins d'instruments de financement complexes (comme les baux),.
En raison du changement de modèle commercial, les installations solaires totales ont diminué après l'acquisition de Tesla,. Au deuxième trimestre de 2019, les installations trimestrielles de Tesla sont tombées à un minimum de 29 mégawatts, par rapport à l'installation de SolarCity de 253 mégawatts au quatrième trimestre de 2015 (avant que Tesla l'acquiert), et par rapport aux 2,013 mégawatts installés par le leader résidentiel Sunrun. Les analystes estiment que SolarCity a été «une grande source de déficit de trésorerie» pour Tesla en 2019,.
L'entreprise a déployé des systèmes d'énergie solaire capables de générer 205 mégawatts en 2020, une amélioration par rapport à 2019, mais encore loin de la quantité installée par SolarCity. Au premier trimestre 2020, Tesla se classait troisième dans les installations solaires résidentielles avec une part de 6,3% (Sunrun était premier avec 11 % et Vivint Solar deuxième avec 7,6 %).

## Conception et fabrication des batteries

### Batteries 18650 Tesla/Panasonic
Depuis 2010, Tesla a signé un partenariat avec le groupe Panasonic. Ainsi le constructeur s'alimente en cellules de batterie uniquement et directement chez Panasonic. Depuis la sortie de la Model S, Tesla travaille même en collaboration directe avec Panasonic afin de concevoir des cellules mieux adaptées aux besoins de l'automobile. Ainsi, Tesla reprend, pour ses Model S et X, des cellules au format 18650 signées Panasonic, mais dont la composition diffère des cellules normales. Il utilise une version de ces cellules conçue pour être moins chère à fabriquer et plus légère que les cellules standard. Tesla supprime certaines fonctionnalités de sécurité des cellules, en effet celles-ci sont directement gérées par le système de gestion thermique du véhicule.
Les caractéristiques techniques des cellules 18650 employées par Tesla sont inconnues, mais ne diffèrent que très peu des cellules standard de Panasonic. Une cellule mesure donc 18 mm de diamètre pour 65 mm de hauteur. La cellule à une masse d'environ 47,5 g. La tension nominale d'une cellule est de 3,6 V et sa capacité maximale est d'environ 3,2 Ah. Cependant, une caractéristique essentielle diffère entre les deux cellules : la durée de vie. Ainsi, au bout de 500 cycles de charge, alors que les cellules standard ont perdu 30 % de leur capacité, les cellules Tesla n'ont perdu que 5 %. Cette caractéristique est sans-doute due à une composition chimique différente et à une meilleure gestion énergétique par le système interne des véhicules. Tesla attend des cellules qu'elles aient une durée de vie comprise entre 10  et   15 ans. Au-delà de cette période, Tesla a déjà mis en place des partenariats pour le recyclage de ses batteries. Tout d'abord avec ToxCo dès 2008, puis avec Umicore dès 2010, le but est de séparer les métaux lourds du lithium, une partie peut ainsi resservir dans la fabrication de batteries tandis que l'autre partie resservira dans la métallurgie ou la fabrication de ciment. Lors du lancement de la Model S, on estimait le coût de production des cellules de batteries à 200 $/kWh, mais depuis Tesla a annoncé que les cellules utilisées coûtaient moins de 190 $/kWh.
En 2014, Tesla renouvelle son partenariat avec Panasonic pour une durée de quatre ans. Ainsi jusqu'à la fin 2017, Panasonic s'est engagé à fournir toutes les cellules de batterie 18650 nécessaires à Tesla grâce à ses propres usines. Viendra ensuite une phase de transition pour Tesla puisque l'approvisionnement en cellules ne viendra plus directement des usines Panasonic. Depuis 2014, Tesla a entamé la construction de sa propre usine de batterie, la Gigafactory, toujours en partenariat avec Panasonic qui gérera la production.

### Batteries 2170 Tesla/Panasonic
Depuis le 4 janvier 2017, Tesla a commencé la production de ses propres cellules de batteries dans son usine, la Gigafactory. Bien que Panasonic gère la production, Tesla est maintenant son propre fournisseur de batterie. Le but de cette transition pour Tesla est avant tout de faire baisser le coût de production des batteries par une production de masse d'un seul format de cellule. Ce nouveau format 2170 permet selon Tesla d'obtenir la plus haute densité énergétique pour le tarif le plus bas possible. Ce format de cellule a été conçu par Tesla en partenariat avec Panasonic. Depuis janvier 2017, ces cellules sont produites afin d'alimenter les PowerWalls et PowerPacks 2 qui doivent être livrés avant l'été 2017. Cependant, chaque mois la production augmente. En effet, à la fin 2017, Tesla devra être en mesure d'alimenter les PowerWalls 2 et PowerPacks 2, mais également la nouvelle Tesla Model 3, puis à partir de 2020 le Tesla Model Y.

### Batteries LG Chem et CATL
En août 2019, Tesla met fin à l’exclusivité accordée au japonais Panasonic en signant un contrat de partenariat avec le groupe coréen LG Chem pour l'approvisionnement en cellules de batteries de la nouvelle Gigafactory de Tesla près de Shanghai en Chine. Elles seront fabriquées dans l’usine LG Chem de Nanjing, à environ 300 km à l’ouest de Shanghai. Elles seront destinées dans un premier temps aux Model 3, puis aux Model Y. Depuis Tesla a également signé un contrat d'approvisionnement auprès du fabricant chinois CATL, celui-ci prévoit un approvisionnement pour une quantité illimitée entre mi 2020 et mi 2022.
Le format et la chimie de ces cellules diffèrent de ce que Tesla utilise jusqu'à maintenant pour ses batteries aux États-Unis. Tesla utilise habituellement des cellules au format cylindrique avec des cathodes de composition chimique NCA (nickel - cobalt - aluminium). Les cellules fournies par LG Chem seront bien au format cylindrique, mais utilisent la composition chimique dite NCM (nickel - cobalt - manganèse), leur capacité énergétique est relativement comparable à celle des cellules Tesla. Les cellules fournies par CATL devraient être au format rectangulaire plus classique et utiliseraient la chimie dite LFP (lithium - fer - phosphate). Celles-ci ne contenant pas de cobalt elles sont moins chères à produire, mais ont une capacité énergétique plus faible.
Tesla devrait utiliser les cellules CATL pour les Model 3 et Y à autonomie standard et réserver les cellules LG Chem aux Model 3 et Y à grande autonomie.

### Batterie du futur
Le projet « Roadrunner » présenté par Tesla consiste à développer de nouvelles cellules de batteries lithium-ion dont la densité énergétique sera accrue ; la cathode contiendra moins de cobalt, plus de nickel. À volume comparable, ces cellules permettraient 54 % d’autonomie supplémentaire et la vitesse de charge sera améliorée ; le processus de fabrication permettrait d’abaisser de 69 % le coût du GWh produit et de 56 % le coût du kWh installé dans le véhicule. Ces nouvelles batteries seront installées sur le camion électrique Semi, le Cybertruck et la sportive Roadster 2 ; les premiers déploiements sont attendus en 2022 et la production à grande échelle pour 2025. Pour les autres modèles, Elon Musk annonce : « nous allons accroître nos achats de cellules auprès de Panasonic, LG et CATL ». De 10 GWh en 2018, Tesla compte augmenter sa production annuelle de batterie à 100 GWh en 2022 et 3 TWh en 2030 dans des « Terafactory ».